# Vlag van Rutland

Vlag van Rutland

De vlag van Rutland is de vlag van het Engelse graafschap Rutland. De vlag werd geregistreerd bij het Flag Institute op 17 november 2015.
De vlag is gelijk aan het wapen van Rutland County Council, dat in 1950 aan de gemeente werd toegekend. De vlag bestaat uit een groen veld, met 13 gele eikels, een gele hoefijzer in het miden. Het wapenschild is op een krans van de kleuren, voor een hoefijzer een eikel of, bebladerd en uitgeschoven proper. Toen Rutland in 1997 zijn status als county terugkreeg, werd een banier met het wapen gehesen om het herstel van de status aan te tonen.
Het hoefijzer is van oudsher het symbool van Oakham sinds Willem de Veroveraar het landgoed van 320 km² schonk aan Henry de Ferrers, wiens familienaam een verband suggereert met ijzerbewerking of het beroep van hoefsmid. Een van zijn privileges was dat hij van iedereen van stand die zijn lordship in Oakham bezocht, de verbeurdverklaring van een hoefijzer mocht eisen. Aan de muren van de hal in Oakham Castle hangt een unieke verzameling hoefijzers die zijn geschonken door vorsten en edelen van het koninkrijk die het landgoed bezochten. De eikel staat voor het vroegere bos dat ooit een groot deel van het graafschap bedekte. Het kan ook geïnterpreteerd worden als een voorstelling van "kleinheid en belangrijkheid" en de eiken die de naam Oakham suggereren. Het groene veld vertegenwoordigt de landbouw van het graafschap, vooral de rijke weilanden. De oriëntatie van het hoefijzer is in overeenstemming met de traditie in het graafschap en de hoefijzers in het kasteel worden op deze manier opgehangen.